# District de Deoria
Le district de Deoria (en hindi : देवरिया जिला) est l'un des districts de la division de Gorakhpur de l'État de l'Uttar Pradesh en Inde.

## Géographie
Son centre administratif est la ville de Deoria. 
La superficie du district est de 2 540 km2 et la population au recensement de 2011 s'élève à 3 100 946 habitants.
Son taux d'alphabétisation est de 73,53%.